# Stigma (漫画)
『stigma』（スティグマ）は、峰倉かずやによる日本の漫画作品。

## ストーリー
戦後、青空が見えなくなると共に鳥も絶滅し、灰色の空だけになってしまった世界。名前を含めた過去の記憶を失った男は、ある日絶滅したとされる鳥を探す少年・ティトと出会う。ティトから「ストーク」と名付けられた男は、ティトと共に、青空を見るべく旅に出る。

## 登場人物
ストーク
声 - 山寺宏一
本作の主人公。記憶喪失の男。「ストーク」という名前は、ティトから名付けられたもので、本名は不明。
ティト
声 - 南央美
絶滅したとされる鳥を探している少年。純粋な性格。
死神
声 - 立木文彦　
ストークとティトの前に現れた謎の男。かつて、「ストーク（忍び寄る者）」と呼ばれていた。

## 書籍
- 『stigma』（2000年12月20日、ISBN 4403670075、全1巻、新書館）

## ドラマCD
- stigma イメージドラマCD
  - 発売日：2001年4月28日、SWCD-001
  - 制作：新書館、パームレーベル
  - 発売元：新書館